# روني (لاعب كرة قدم مواليد أغسطس 1991)
روني (19 أغسطس 1991 في البرازيل - ) هو لاعب كرة قدم برازيلي في مركز الوسط. لعب مع بوتافوغو ريغاتاس ونادي بالميراس ونادي فيغورينسي ونادي كريسيوما.

## وصلات خارجية
- روني على موقع قاعدة بيانات كرة القدم.إي يو (الإنجليزية)
- روني على موقع Soccerway.com (الإنجليزية)